# Aulo Antônio Rufo
Aulo Antônio Rufo (em latim: Aulus Antonius Rufus) foi um senador romano da gente Antônia nomeado cônsul sufecto para o nundínio de setembro e outubro de 45 com Marco Pompeu Silvano Estabério Flaviano. Nada mais se sabe sobre ele.
É possível que ele tenha sido o pai de Antônia Furnila, esposa do senador Quinto Márcio Bareia Sura. Os dois foram pais de Márcia, a mãe do futuro imperador Trajano, e da imperatriz Márcia Furnila, segunda esposa de Tito.